# Casas de Ves
Casas de Ves es un municipio español situado al sureste de la península ibérica, en la provincia de Albacete, dentro de la comunidad autónoma de Castilla-La Mancha. Está ubicado entre los ríos Júcar y Cabriel. Comprende las pedanías de Perichán y Tranco del Lobo. 

## Demografía
Cuenta con una población de 548 habitantes (INE 2024).
| Gráfica de evolución demográfica de Casas de Ves entre 1842 y 2021                                                    |
| |
| Población de derecho según los censos de población del INE. Población de hecho según los censos de población del INE. |

## Patrimonio

### Ayuntamiento
El ayuntamiento de Casas de Ves se encuentra en la plaza Mayor, centro neurálgico del municipio.
En el año 1775, bajo el reinado de Carlos III, al lugar de Casas de Ves se le concede por la Real Carta de febrero de 1775, la construcción de la Casa Ayuntamiento. Las obras finalizaron en 1803.

### Iglesia de Santa Quiteria
La iglesia de Santa Quiteria fue construida en el siglo XVI y sus características fundamentales responden a una arquitectura románica.
Fue declarada Bien de Interés Cultural el 31 de julio de 1995. Identificador del bien otorgado por el Ministerio de Cultura de España: RI-51-0009014.

## Fiestas
- Del Jueves Santo al miércoles siguiente, fiestas en honor a la Virgen de la Encarnación.
- 15 de mayo, San Isidro.
- 22 de mayo, Santa Quiteria (patrona).
- 13 de junio, San Antonio (patrón).
- 14 de agosto, Virgen de Agosto.

## Deportes

### Fútbol
Tradicionalmente en Casas de Ves se ha competido a fútbol, con el Club Deportivo Casas de Ves. Actualmente participa en la liga comarcal de fútbol 7.

### Orientación
En los últimos años, un deporte incipiente ha colocado a Casas de Ves en el panorama nacional, como es la orientación deportiva. Este trabajo ha sido llevado a cabo a través del Club BMT Casas de Ves. En el año 2019, este club se encuentra en la segunda división de la Liga Española de Orientación, con serias opciones de subir a primera división.
Entre sus socios, posee varios campeones de España de categorías inferiores, siendo Pascual Pardo el mayor exponente casasdevesano, al conseguir la medalla de oro con el IES Bonifacio Sotos en el Campeonato de España de Centros Escolares disputado en Porrúa (Asturias) en 2016 y consiguiendo la clasificación el Campeonato del Mundo Escolar que se celebró en 2017 en Palermo (Italia)

### Triatlón
La participación casasdevesana en esta modalidad ha sido creciente en los últimos años, con socios del club BMT Casas de Ves, sobre todo. Destaca la hazaña de Juan Trueba Valera de finalizar el Ironman de Huelva, con una distancia de 3,8 km de natación, 180 km de ciclismo y 42,2 km de carrera a pie (una maratón). [CRÓNICA]

### Atletismo
En este deporte se organiza a finales de año, la San Silvestre Casasdevesana, una carrera de 6000 metros de recorrido organizada por el club local, donde la participación va siendo mayor año tras año.